# Korn Live
Korn Live è il quarto album video del gruppo musicale statunitense Korn, pubblicato il 19 novembre 2002 dalla Epic Records.

## Descrizione
Il DVD riprende il concerto per il "release party" dell'album Untouchables nel 2002 all'Hammerstein Ballroom di New York. In questo concerto vengono presentati alcuni nuovi brani di Untouchables come Here to Stay, Embrace, Blame e Thoughtless, insieme a classici come A.D.I.D.A.S., Blind e Freak on a Leash.
Il DVD contiene anche un secondo disco con il "dietro le quinte", e l'audio e le immagini che apparivano sullo schermo durante il concerto.

## Tracce
1. Intro - 0:33
2. Here to Stay - 4:14
3. Twist - 0:48
4. A.D.I.D.A.S. - 2:18
5. Trash - 3:21
6. Blind - 3:58
7. Embrace - 4:38
8. Faget - 5:37
9. Falling Away from Me - 4:24
10. Blame - 3:38
11. Make Me Bad - 2:53
12. One - 0:51
13. Justin - 0:21
14. Freak on a Leash - 4:13
15. Somebody Someone - 3:45
16. Thoughtless - 4:22
17. Shoots and Ladders - 4:01
18. Got the Life - 3:46
19. One More Time (credits) - 1:41

## Formazione
- Jonathan Davis - voce
- Munky - chitarra
- Head - chitarra
- Fieldy - basso
- David - batteria